# Leodegar Tiscoski
Leodegar Tiscoski (Sombrio, 2 de outubro de 1948) é um político brasileiro.
Formou-se em engenharia civil pela Universidade Federal de Santa Catarina (UFSC), em 1974.

## Carreira
Foi deputado à Assembleia Legislativa de Santa Catarina na 11ª legislatura (1987 — 1991), na 12ª legislatura (1991 — 1995) e na 13ª legislatura (1995 — 1999).
Foi deputado federal por Santa Catarina na 51ª legislatura (1999 — 2003) e na 52ª legislatura (2003 — 2007).